# Poto Williams
Poto Williams (7 gener 1962) és una política neozelandesa i diputada de la Cambra de Representants de Nova Zelanda, representant la circumscripció electoral de Christchurch East des de l'elecció parcial de Christchurch East de 2013. És membre del Partit Laborista.

## Inicis
Williams va néixer el 1961 o 1962. Va anar a la Universitat Southern Cross d'Austràlia, on es graduaria amb un grau en comerç. Va viure a Auckland fins a mudar-se a Christchurch el gener de 2013. Abans de ser elegida com a diputada va ser gerent regional de l'organització no governamental St John of God Hauroa Trust. Va dimitir d'aquesta posició en ser elegida la candidata del Partit Laborista per a l'elecció parcial de Christchurch East de 2013.

## Diputada
| Parlament de Nova Zelanda |      |                   |                   |           |
| Anys                      | Leg. | Circumscripció    | Circumscripció    | Partit    |
| 2013-2014                 | 50   | Christchurch East | Christchurch East | Laborista |

La diputada per Christchurch East des de 1999 Lianne Dalziel va ser elegit alcaldessa de Christchurch i va dimitir com a diputada l'octubre de 2013, el qual causà una elecció parcial en aquesta circumscripció. Williams fou elegida la candidata del Partit Laborista per sobre de cinc altres candidats. Fou elegida en guanyar en l'elecció parcial de Christchurch East del 30 de novembre de 2013. Williams guanyà per sobre de Matthew Doocey del Partit Nacional, David Moorhouse del Partit Verd i set altres candidats. Va rebre el 61,3% del vot contra el 26,1% de Doocey i el 7% de Moorhouse.

## Vida personal
Williams actualment viu a New Brighton, un suburbi de l'est de Christchurch amb la seva parella Ken. Té tres fills.